# Linia kolejowa Mosty – Wołkowysk
Linia kolejowa Mosty – Wołkowysk – linia kolejowa na Białorusi łącząca stację Mosty ze stacją Wołkowysk.
Znajduje się w obwodzie grodzieńskim, w rejonach wołkowyskim i mostowskim. Linia na całej długości jest jednotorowa i niezelektryfikowana.

## Historia
Linia początkowo leżała w Imperium Rosyjskim, w latach 1918–1945 w Polsce, następnie w Związku Sowieckim (1945–1991). Od 1991 położona jest na Białorusi.